# Voetbalkampioenschap van Elbe-Bode 1924/25
In 1924/25 werd het tweede voetbalkampioenschap van Elbe-Bode gespeeld, dat georganiseerd werd door de Midden-Duitse voetbalbond. 
SV 09 Staßfurt werd kampioen en plaatste zich voor de Midden-Duitse eindronde. De club verloor van FC Germania 1900 Halberstadt, maar om een onbekende reden ging de club toch door naar de volgende ronde, waar ze verloren van Cricket-Viktoria Magdeburg.

## Gauliga
| Plaats | Club                          | Wed. | W  | G | V  | Saldo | Ptn.  |
| ------ | ----------------------------- | ---- | -- | - | -- | ----- | ----- |
| 1.     | SV 09 Staßfurt                | 14   | 12 | 1 | 1  | 61:11 | 25:3  |
| 2.     | FC Viktoria 1904 Güsten       | 14   | 8  | 1 | 5  | 28:26 | 17:11 |
| 3.     | FC Askania 1900 Aschersleben  | 14   | 7  | 2 | 5  | 23:28 | 16:12 |
| 4.     | VfB Staßfurt                  | 13   | 6  | 3 | 4  | 26:15 | 15:11 |
| 5.     | FC Teutonia 1913 Aschersleben | 14   | 6  | 3 | 5  | 34:35 | 15:13 |
| 6.     | VfB Anhalt 1907 Frose         | 14   | 4  | 2 | 8  | 23:38 | 10:18 |
| 7.     | FV Eintracht Güsten           | 13   | 2  | 2 | 9  | 14:36 | 6:20  |
| 8.     | SpVgg 1908 Aschersleben       | 14   | 1  | 2 | 11 | 15:35 | 4:24  |

|  | Kampioen, geplaatst voor Midden-Duitse eindronde |
|  | Degradatie                                       |